# Фюртен
Фюртен (нем. Fürthen) — община в Германии, в земле Рейнланд-Пфальц. 
Входит в состав района Альтенкирхен-Вестервальд. Подчиняется управлению Хам (Зиг).  Население составляет 1203 человека (на 31 декабря 2010 года). Занимает площадь 2,20 км².
Коммуна подразделяется на 5 сельских округов.